# Erlebnisbrücke Nordkanal

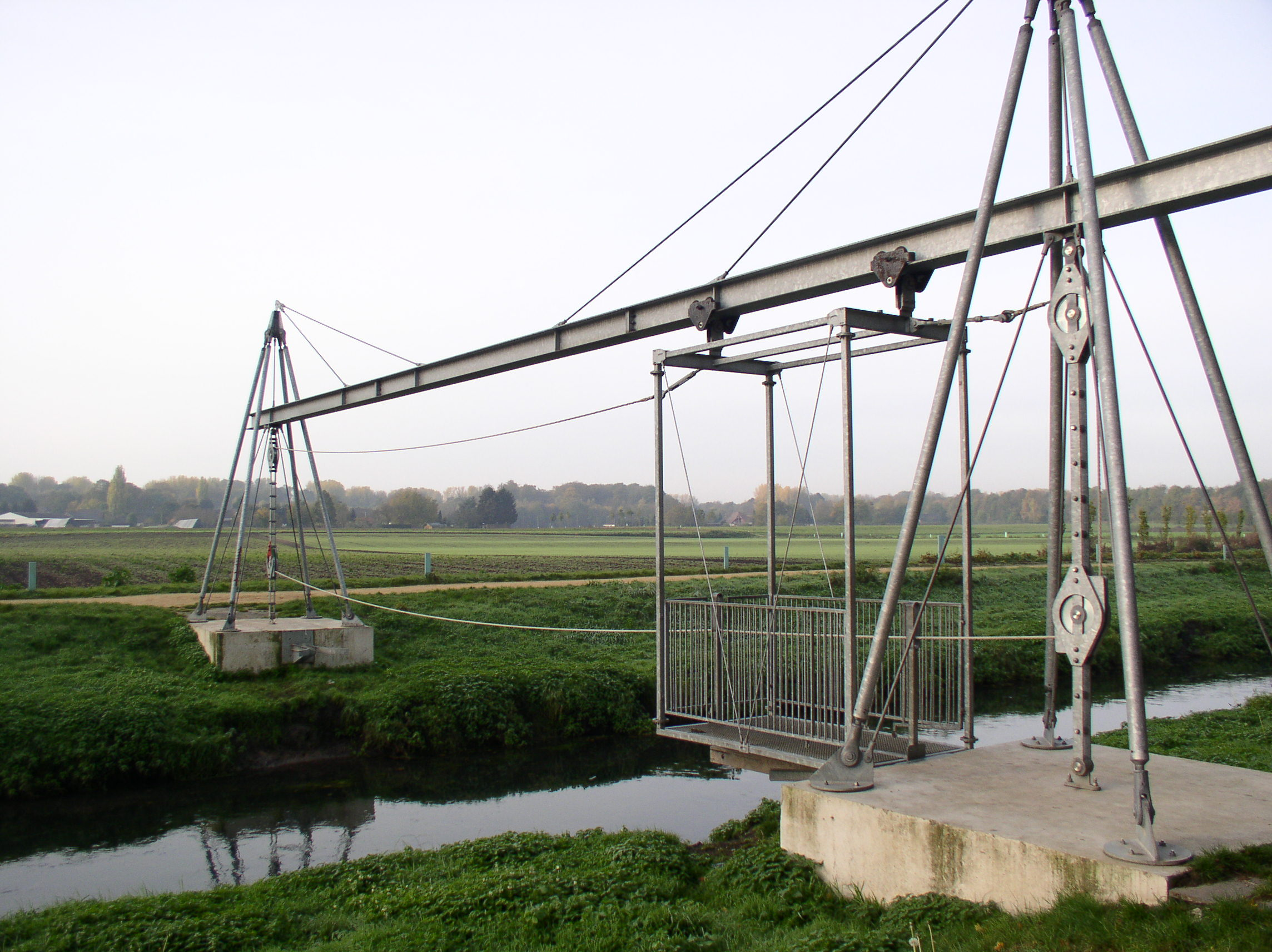
Erlebnisbrücke Nordkanal

Erlebnisbrücke Nordkanal, eller Euroga-Erlebnisbrücke, är en handdragen hängfärja för persontransport och cyklar över vattendraget Niers (Neue Niers) mellan byarna Cloerbruch och Donk i den nordöstra delen av kommunen Mönchengladbach i Nordrhein-Westfalen i Tyskland.
Erlebnisbrücke Nordkanal uppfördes 2003 som en del i den det året decentraliserade Landesgartenschau Euroga 2002/2003 i delstaten Nordrhein-Westfalen.
Hängfärjan ingår i turistcykelstråket Fietsallee am Nordkanal och i EuroVelo 4 ("Centraleuropeiska cykelvägen" mellan Roscoff och Kiev) i det europeiska cykelvägnätet.
Gondolen är 2,5 meter x 1,5 meter. Pylonerna är 6,3 meter höga och hängfärjans spann är 24,3 meter. 
Hängfärjan är obemannad och gratis att åka i. 

## Bildgalleri

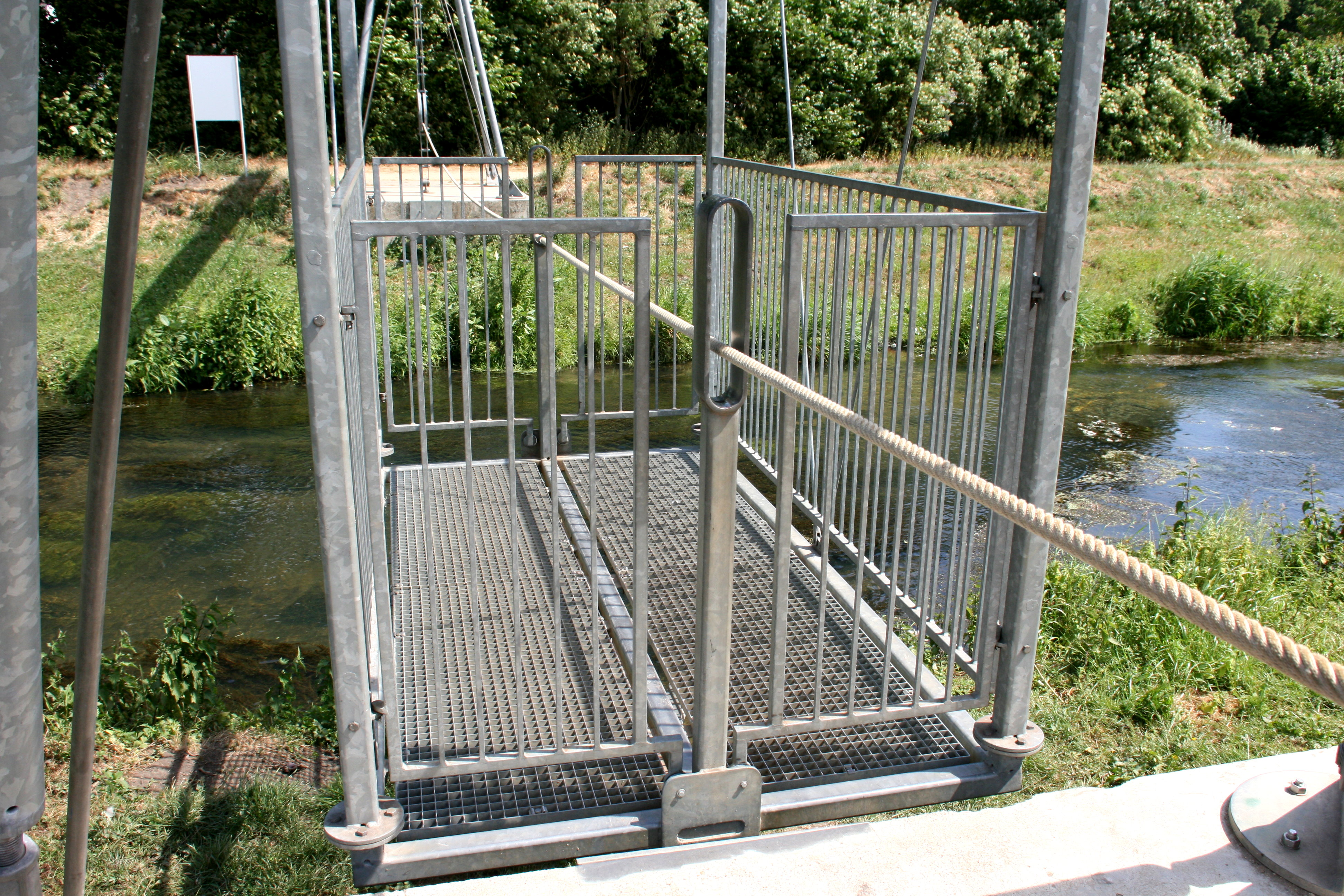
Gondolen
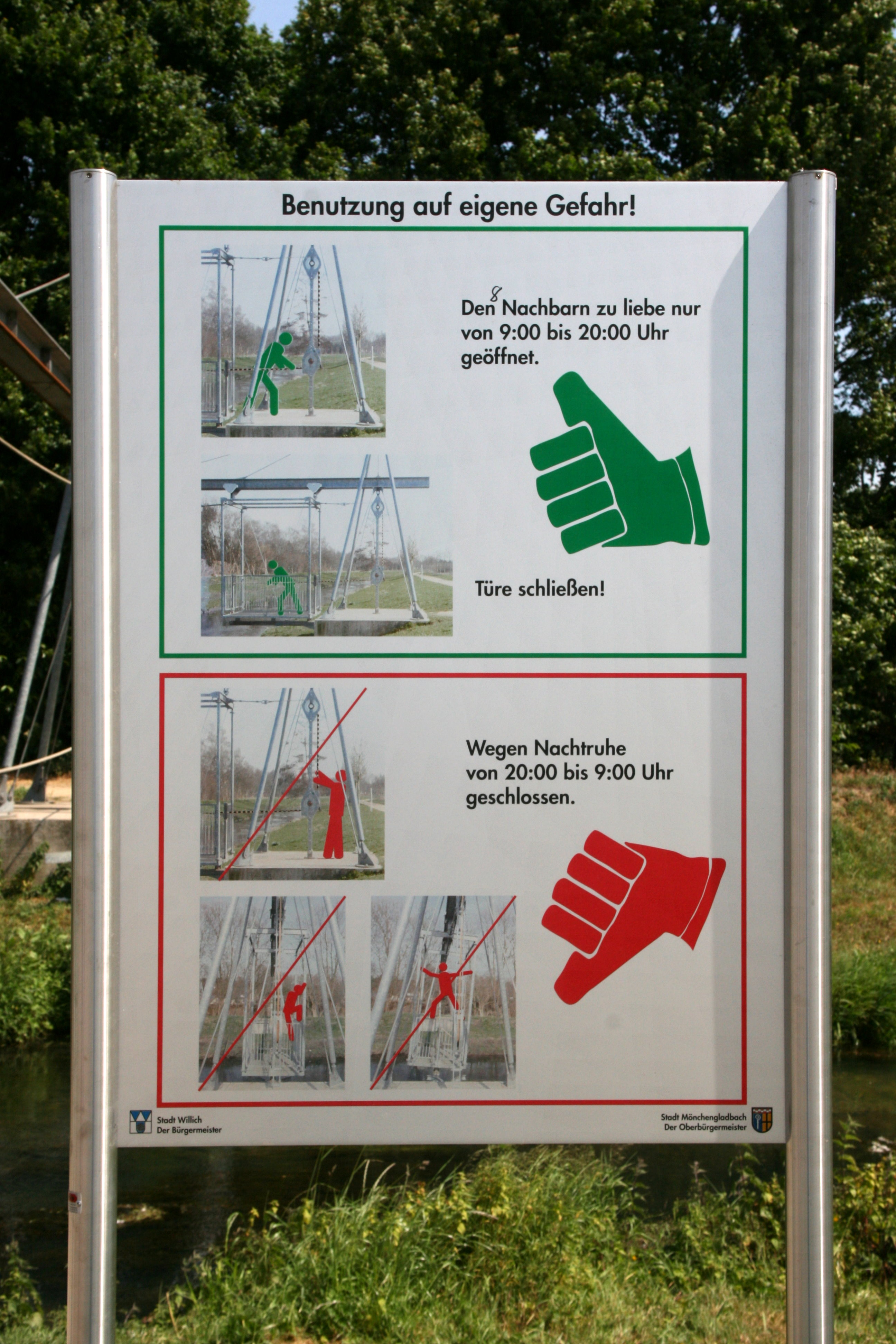
Informationstavla
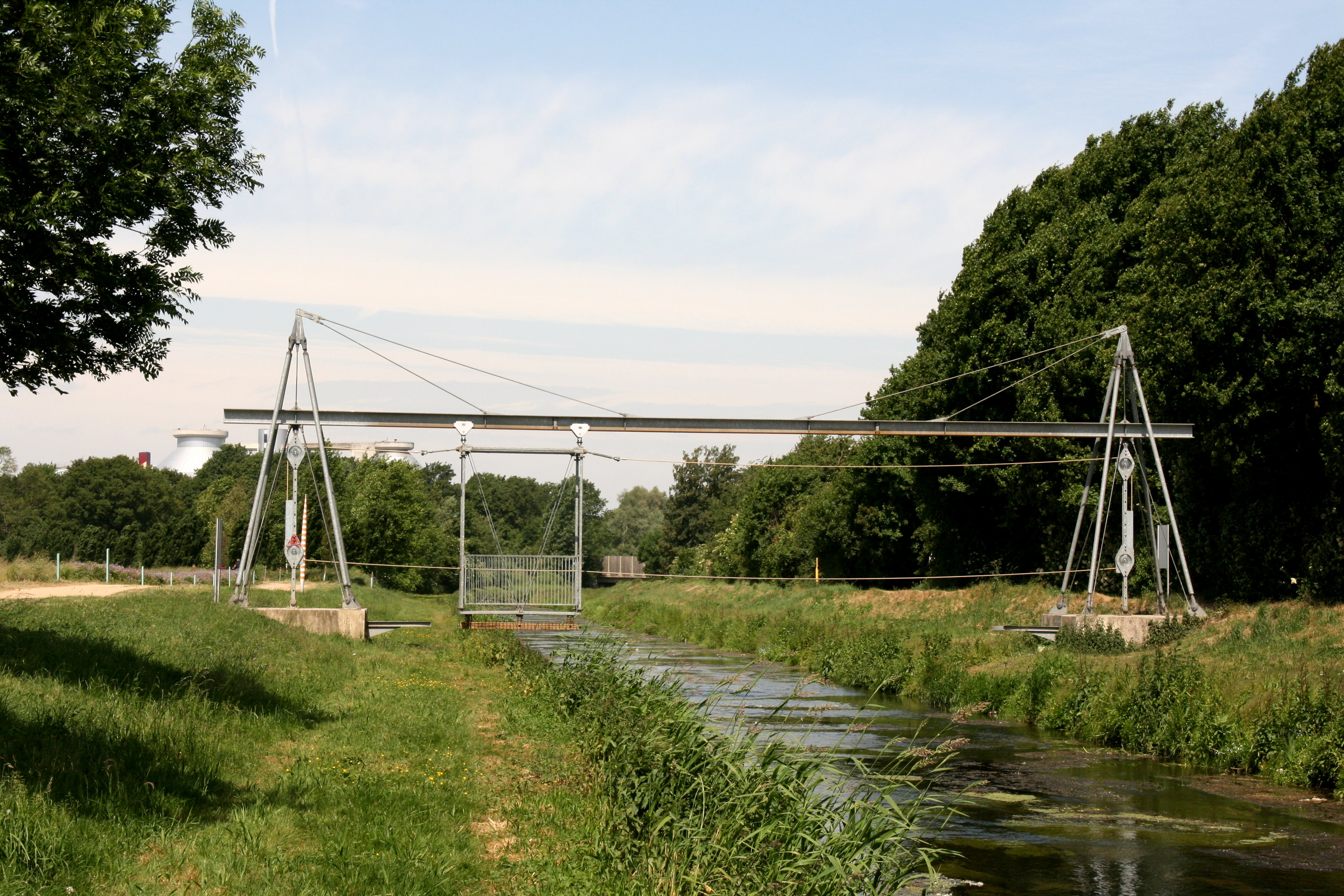
Hängfärjan i landskapet
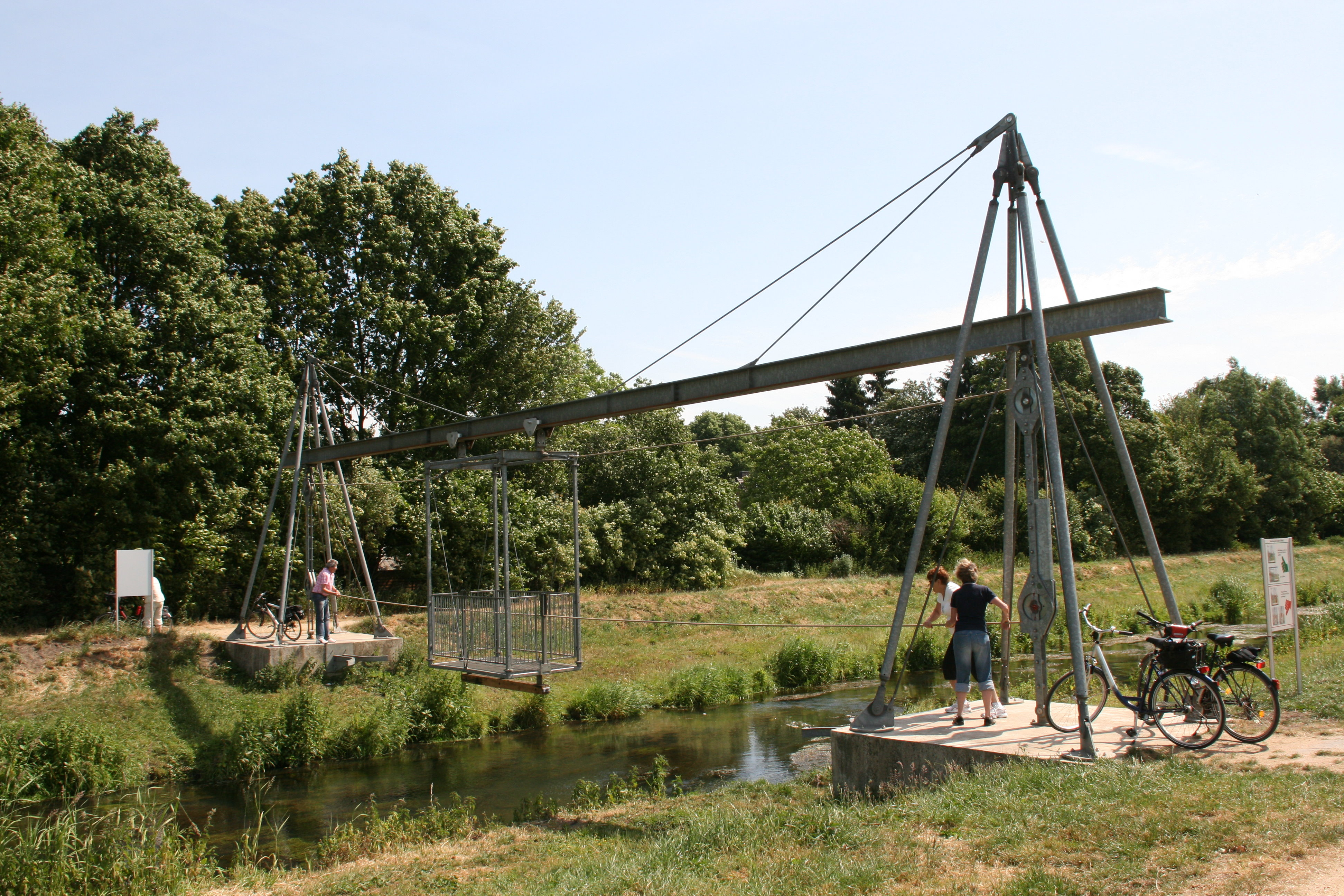
Ramper
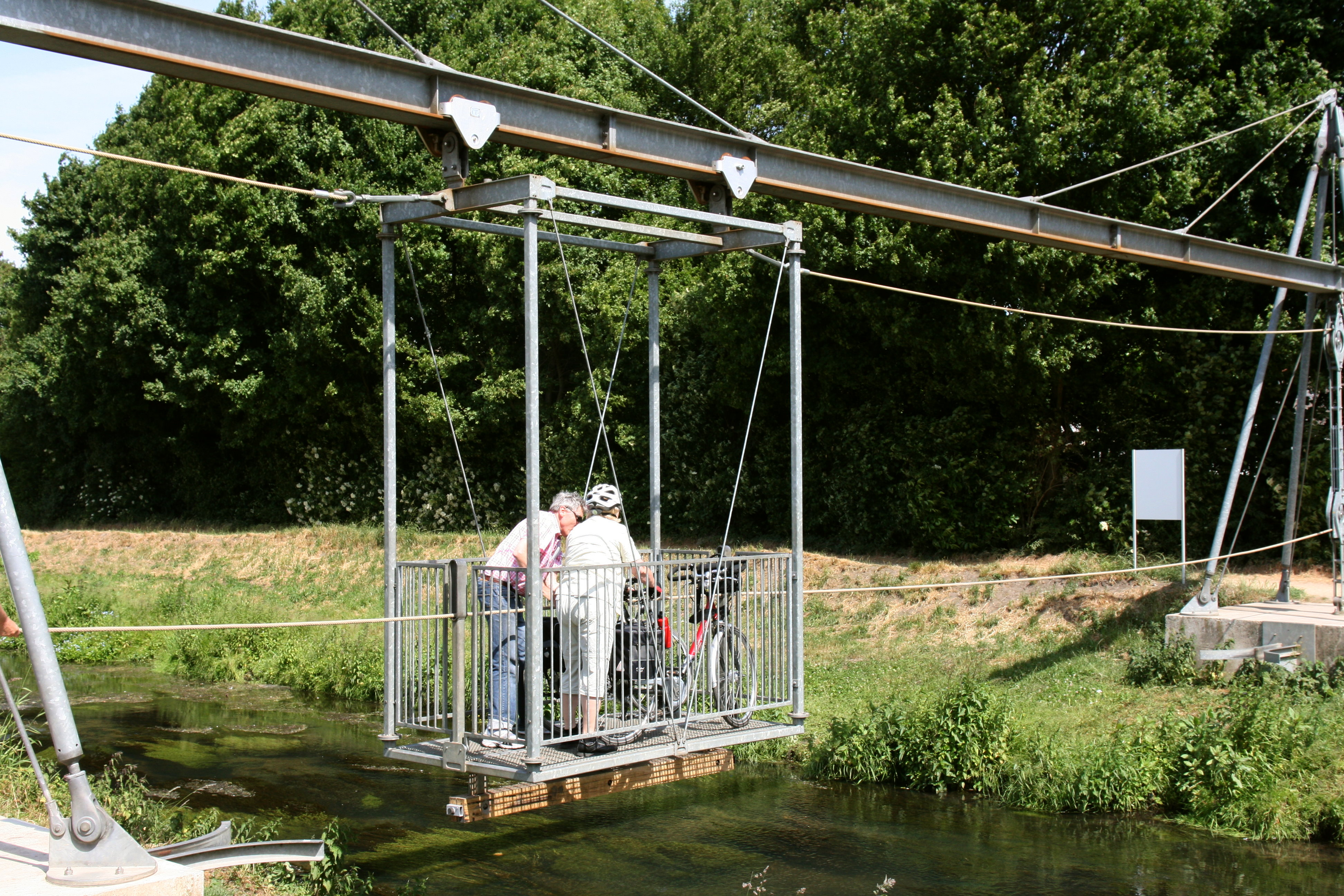
Persontransport
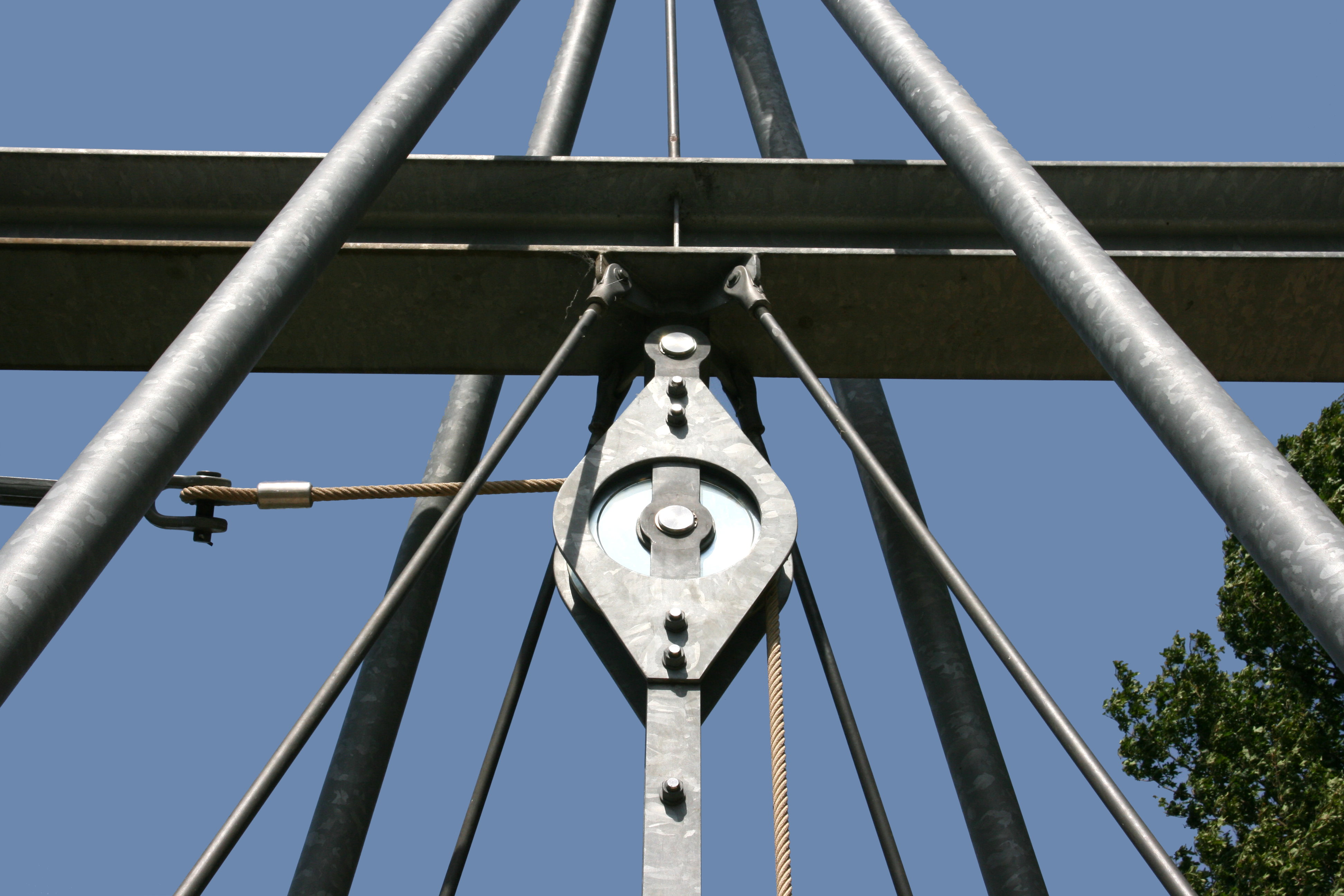
Kabeltrissa och upphängningsbalk